# Il guanto verde (film 1940 Pfeiffer)
Il guanto verde (Falschmünzer) è un film del 1940 diretto da Hermann Pfeiffer.

## Produzione
Il film fu prodotto dalla Terra-Filmkunst GmbH (Berlin) (Herstellungsgruppe Eduard Kubat).

## Distribuzione
Distribuito dalla Terra-Filmverleih, uscì nelle sale cinematografiche tedesche, presentato in prima all'Ufa-Theater Tauentzien-Palast di Berlino il 19 novembre 1940, dopo aver ottenuto il visto di censura B.54404 ottenuto il 1º novembre con un divieto di visione ai minori.